# Настасич, Милан Георгиевич
Ми́лан Гео́ргиевич Наста́сич (29 декабря 1923, Биелина, Королевство сербов, хорватов и словенцев — 21 февраля 1999, Минск, Белоруссия) — военный лётчик, полковник, в годы Второй мировой войны участник партизанского движения в Югославии, в 1962—1970 годах командир 65-го особого вертолётного полка, дислоцированного в городе Кобрине Брестской области Белорусской ССР.

## Биография
Родился в сербской семье в городе Биелина, отец был служащим на железной дороге. Был студентом архитектуры в городе Нови-Сад, занимался планерным спортом. Когда началось вторжение в Югославию, будучи членом Союза коммунистической молодёжи Югославии, с апреля 1941 года участвовал в антигитлеровском подполье. 6 июня 1943 года вступил в партизанский отряд, участвовал в боях. В конце ноября 1943 года был переправлен в Италию — там было начато формирование танковых и военно-воздушных подразделений югославской армии. После был переброшен в Северную Африку, где в составе боевой эскадрильи принимал участие в сражениях.
В сентябре 1944 года Верховным штабом югославской Народно-освободительной Армии был направлен на учёбу в СССР. После окончания Энгельсского авиационного училища имени Расковой вернулся в Югославию, где служил военным лётчиком.
В 1948 году отношения между СССР и Югославией были разорваны. В Югославской армии началась «чистка» от людей, связанных с Советским Союзом и симпатизирующих ему. За Миланом Настасичем, не скрывавшим своих просоветских взглядов, была установлена слежка. Он полагал, что новый политический курс руководства Югославии ошибочен и является предательским по отношению к народу. Не дожидаясь ареста, 15 сентября 1948 года он, будучи командиром эскадрильи, поднял в воздух бомбардировщик Пе-2 и бежал из страны, приземлившись на советский аэродром Станислав. В Югославии Милан Георгиевич был заочно приговорён к смертной казни как предатель, позже наказание было изменено на 20 лет заключения, а в 1965 году отменено лично Тито.
В Киеве, куда его вскоре доставили, Настасич был принят Хрущёвым, который предложил ему отправиться в формирующийся на Урале из югославов лётный полк. Там он получил в командование эскадрилью, затем, после окончания Академии ВВС в г. Монино, был назначен заместителем командира полка фронтовых бомбардировщиков, носителей тактического ядерного оружия ИЛ-28, базировавшегося под Кутаиси. Окончил Военно-воздушную академию имени Гагарина. В 1962 году Милан Настасич стал первым командиром 65-го отдельного вертолётного полка (первого вертолётного подразделения в Белорусском военном округе), занимая эту должность до 1970 года, когда был уволен из военно-воздушных сил в звании полковника. С 1964 года полк находился в Кобрине. В 1967 году Милан Настасич получил телеграмму из Югославии, что его отец при смерти. Выяснив, что Настасич на родине амнистирован, командование дало разрешение на посещение Югославии.
Скончался 21 февраля 1999 года в Минске. Похоронен на Восточном кладбище.

## Семья
Уже находясь в СССР, женился, в 1952 году у него родился сын Георгий, а в 1956 году дочь Елена.

## Память
В 2000 году именем Милана Георгиевича названа улица в бывшем военном городке в городе Кобрине.

## Награды
- Орден «За храбрость» (Югославия)
- Орден «За заслуги перед народом» (Югославия)
- Орден Отечественной войны II степени (1985) (СССР)
- Орден Боевого Красного Знамени (СССР)